# Бехукаль-де-Окампо
Бехука́ль-де-Ока́мпо (исп. Bejucal de Ocampo) — посёлок в Мексике, штат Чьяпас, входит в состав одноимённого муниципалитета и является его административным центром. Численность населения, по данным переписи 2020 года, составила 294 человека.

## Общие сведения
Название посёлка составное: Bejucal с языка науатль можно перевести как — изобилие винограда, а Ocampo дано в честь Мельчора Окампо — национального героя и реформатора.
Поселение было основано 27 апреля 1912 года по распоряжению губернатора штата Флавио Гильена.
В период 1970—1979 годов была построена дорога до Мотосинтлы.